# 積分球

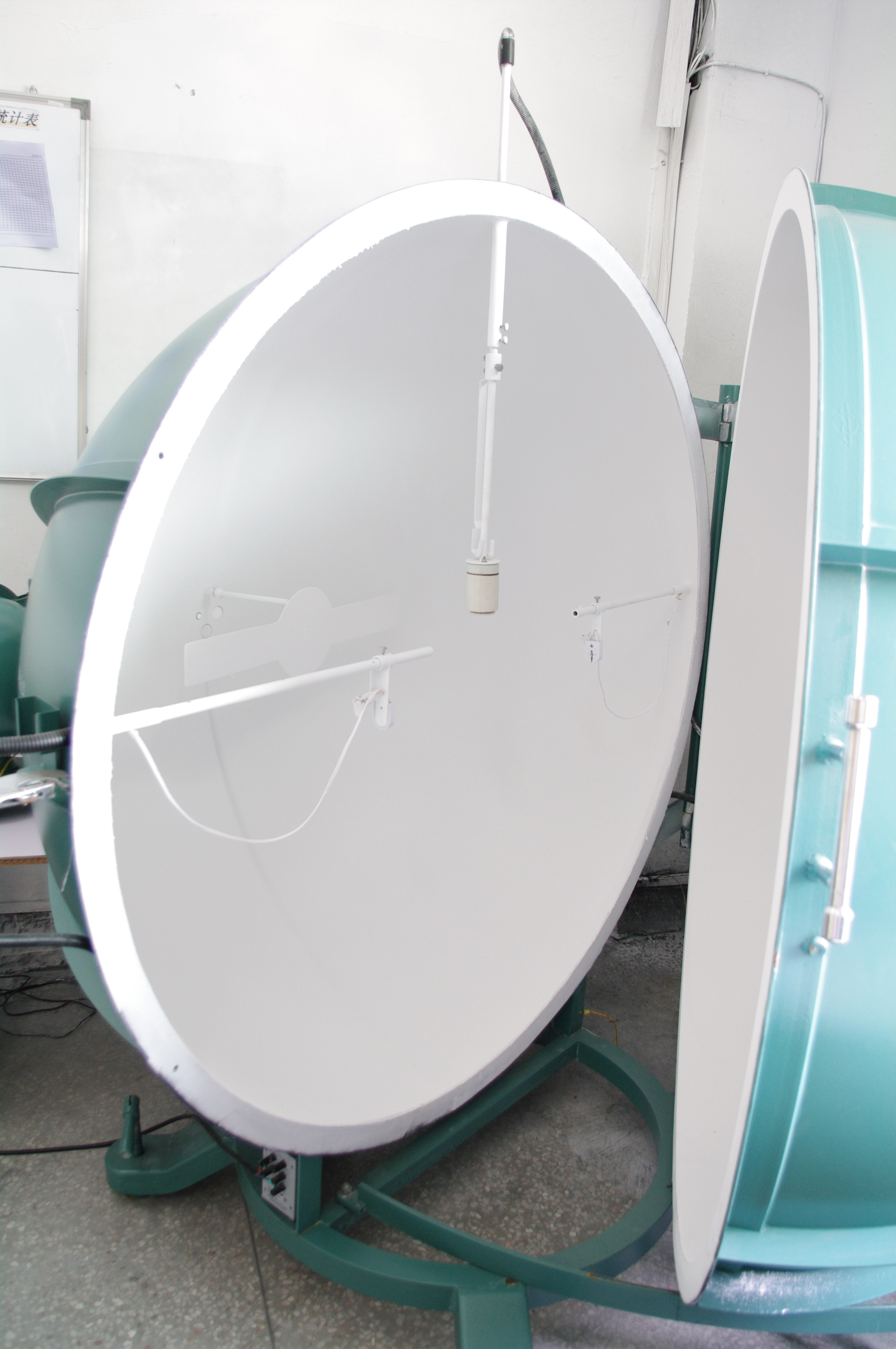
電球や小型ランプの測定用の大型積分球

積分球とは、反射率（拡散反射率）の高い粉末を内側全面に塗った中空の球のこと。光学測定でよく用いられる。
光源から生じたあらゆる方向に向かう光束が、球体内面に塗布された内面材で何回か反射することにより検出器に集まることで、光源の明るさを測定するのに用いられる。
直径は光源の直径の3倍以上、長尺の光源であれば長さの1.5倍以上、面状光源ならば対角線の2～3倍以上を有することとされる。

## 塗布剤
紫外・可視・近赤外の領域では、中空球の内側の塗布剤として酸化マグネシウム、酸化アルミニウム、硫酸バリウム、硫酸マグネシウム、酸化亜鉛などが用いられる。
赤外領域では金が用いられる。

## 応用

積分球を用いた透過率測定、反射率測定の原理

積分球は透過率、量子収率、拡散反射率などを測定するときに用いられる。
拡散反射光だけが検出器に入るように、入射光を取り除くための遮光板が検出器の前には置かれている。